# Marcia Wallaceová
Marcia Wallaceová, nepřechýleně Marcia Wallace (1. listopadu 1942 Creston, Iowa – 25. října 2013 Los Angeles, Kalifornie) byla americká herečka. Od roku 1989 až do své smrti dabovala postavu učitelky Edny Krabappelové v americkém animovaném seriálu Simpsonovi. Po její smrti tvůrci seriálu oznámili, že mají v úmyslu postavu díky nenahraditelnosti jejího hlasu odstranit. V sedmdesátých letech hrála v sitcomu The Bob Newhart Show.